# Pietro Pasinati
Pietro "Piero" Pasinati (ur. 21 lipca 1910 w Trieście, zm. 15 listopada 2000 tamże), włoski piłkarz, napastnik. Mistrz świata z roku 1938.
W reprezentacji Włoch rozegrał 10 spotkań i zdobył 1 bramkę. Podczas MŚ 38 zagrał w pierwszym spotkaniu Italii z Norwegią. Był wówczas piłkarzem Triestiny. W Serie A grał także w Milanie (1939-40) oraz Novara Calcio (1940-41). W barwach Triestiny w najwyższej klasie rozgrywkowej w latach 1927–1939 i 1941–1946 rozegrał 256 meczów.
Po zakończeniu kariery sportowej został trenerem.